# AllMediaServer
ALLMediaServer – serwer DLNA (Digital Network Living Alliance) do katalogowania i oglądania plików multimedialnych (odtwarzanie filmów wideo, muzyki, oglądanie zdjęć) z komputera na różnych urządzeniach podłączonych do tej samej sieci Wi-Fi lub Ethernet. Oprogramowanie jest kompatybilne z urządzeniami z systemem Android (telefony, tablety, Android TV), Smart TV, Chromecast, PS4 i wiele innych.

## Funkcje
- streaming audio, video (SD i HD) i plików z obrazkami w ich oryginalnym formacie lub transkodowanie w czasie rzeczywistym
- automatyczna aktualizacja bibliotek w momencie dodawania/zmieniania/usuwania plików
- obsługa większości odbiorników (TV, Bluray, DVD, Smartfony, XBox, PS4 itp.)
- wysyłanie na Chromecast
- obsługa okładek/screenshotów w filmach i utworach mp3
- obracanie zdjęć zgodne z ich orientacją w aparacie
- obsługa zewnętrznych napisów
- katalogowanie/podział plików na AUDIO/VIDEO/OBRAZKI zgodne ze standardem DLNA
- wyszukiwanie plików po nazwie lub tylko jej części, ale także po tagach (artysta, gatunek, album itp.)
- możliwość dodawania do biblioteki całych katalogów z podkatalogami
- możliwość użycia ALLMediaServera jako rozbudowanej PlayListy do ALLPlayera
- możliwość podmiany standardowego obrazka odbiornika DLNA na własny

## Obsługiwane typy plików
- Audio: wav, mp3, m3u, mid, cda, mpa, wma (Windows Media Audio), ogg, amr, flac, wpl, ape, mka, ajf, ajff, au, aac, mpc, ac3
- Video: rm, AVI, mpg (MPEG-1), mp4 (MPEG-4), asf, mpa, mpeg (MPEG-2 PS), mpe, mov, m2p, m2v, wmv (Windows Media Video), dat, mkv (Matroska), divx, ogm, vob, qt, asx, flv (Flash), m2ts (MPEG-2 TS), 3gp, ifo, flh, tp, ts, k3g, m4b, cdk, amv, avs, 3g2, mts, 7z, m4v
- Obrazy: jpg, jpeg (JPEG), gif (GIF), png (PNG), bmp, pcx, dib

## Referencje
- COMPUTERWORLD – prosty w obsłudze serwer plików Henryk Tur – COMPUTERWORLD
- ALLMediaServer funkcjonalny, w pełni darmowy serwer multimedialny DLNA Marcin Kusz | KomputerŚwiat
- ALLMediaServer wygodny w obsłudze serwer plików DLNA Instalki.pl
- Przesyłanie danych multimedialnych w sieci Wi-Fi Programosy.pl
- Dobre Programy – ALLMediaServer Dobre Programy
- Dobre Darmowe Programy – serwer plików DarmoweProgramy.org
- Serwery multimediów Redakcja Programy.net.pl